# Карягин, Александр Александрович
Александр Александрович Карягин (5 июня 1909, Санкт-Петербург, Российская империя — 12 октября 1971, Калинин, РСФСР, СССР) — советский военный деятель, генерал-майор авиации (25.05.1959), профессор, кандидат военных наук (21.03.1951).

## Биография
Родился 5 июня 1909 года в Санкт-Петербурге. Русский.
До службы в армии работал токарем на заводе «Красное Сормово», с 1928 года по 1930 год — учился на рабфаке в городе Горький, затем там же работал председателем завкома на заводе «Смычка». Член ВКП(б) с 1929 года.

### Военная служба

#### Межвоенные годы
29 мая 1931 года по спецнабору направлен курсантом в 3-ю военную школу летчиков и летнабов им. К. Е. Ворошилова. После окончания обучения в сентябре 1932 года оставлен в школе инструктором-летчиком. В декабре 1933 года направлен в Управление ВВС Приморской группы войск ОКДВА в город Хабаровск, где служил старшим летчиком и инструктором-летчиком по технике пилотирования и теории полета. С 15 сентября 1937 года зачислен слушателем в Военно-воздушную академию РККА им. профессора Н. Е. Жуковского. С 2 декабря 1939 года по 3 января 1940 года принимал участие в советско-финской войне. 5 марта 1940 года окончил академию и был назначен помощником командира 124-го истребительного авиаполка.

#### Великая Отечественная война
В июне 1941 года майор Корягин назначается командиром 434-го истребительного авиаполка. В конце августа — начале сентября полк вошел в сформированную в городе Рыбинск 2-ю резервную авиагруппу и воевал с ней на Северо-Западном фронте. 11 сентября Корягин сбил Ме-109 юго-восточнее Демянска, а 18 ноября уничтожил Хе-113 в районе аэродрома Гремячево. В конце ноября 1941 года в воздушном бою Карягин был ранен и долгое время находился на лечении в госпитале.
В апреле 1942 года, после выздоровления, назначен старшим помощником начальника отдела по изучению опыта войны Управления ВВС Красной армии.
В мае 1943 года назначен заместителем командира 265-й истребительной авиадивизии, а с 27 июня он вступил в командование этой дивизией. До августа она в составе 3-го истребительного авиакорпуса находилась в резерве Ставки ВГК, затем вела боевые действия в 8-й воздушной армии на Южном фронте. Ее части поддерживали войска фронта в ходе освобождения Донбасса, в Мелитопольской наступательной операции и в боях на Левобережной Украине, при ликвидации никопольской группировки противника. В начале 1944 года дивизия прикрывала перегруппировку и сосредоточение войск фронта у Сиваша и Перекопа. Весной ее части успешно действовали в Крымской наступательной операции, участвовали в освобождении Севастополя. После завершения освобождения Крыма в середине мая дивизия была выведена в резерв Ставки ВГК. В июне она вошла в подчинение 1-й воздушной армии 3-го Белорусского фронта и участвовала в освобождении Белоруссии и Литвы, в Белорусской, Витебско-Оршанской, Минской, Вильнюсской и Каунасской наступательных операциях. С 15 сентября по 30 декабря 1944 года дивизия базировалась на тыловых аэродромах 6-й и 16-й воздушных армии, пополнялась летным составом и новой техникой. С января 1945 г. и до конца войны ее части в составе 3-го истребительного корпуса 16-й воздушной армии 1-го Белорусского фронта участвовали в Варшавско-Познанской, Восточно-Померанской и Берлинской наступательных операциях. За успешное выполнение заданий командования она получила наименование «Мелитопольская» и была награждена орденами Красного Знамени и Суворова 2-й ст. Дивизия являлась ведущей в 3-м истребительном авиакорпусе.
В период с августа 1941 года по май 1945 года совершил 30 боевых вылетов и сбил 3 вражеских самолета.
За время войны комдив Карягин был семь раз персонально упомянут в благодарственных приказах Верховного Главнокомандующего.

#### Послевоенное время
После войны продолжал командовать этой же дивизией в составе 16-й воздушной армии ГСОВГ. В начале октября 1946 года назначен преподавателем кафедры тактики и тыла ВВС Военно-воздушной инженерной академии им. профессора Н. Е. Жуковского. В конце ноября переведен в Высшую военную академию им. К. Е. Ворошилова, где занимал должность старшего преподавателя кафедры тактики высших авиасоединений авиационного факультета, в 1949 году Карягину присвоены права окончившего Высшую военную академию им. К. Е. Ворошилова с вручением диплома, с 11 марта 1951 кода — кандидат военных наук, с февраля 1952 года назначен старшим преподавателем кафедры оперативного искусства ВВС, с 11 октября 1952 года доцент — по кафедре «Оперативное искусство ВВС». В январе 1955 года полковник Карягин по оргмероприятиям был выведен за штат.
В конце марта 1955 года назначен начальником оперативного отдела — заместителем начальника штаба Северо-Кавказской армии ПВО.
С декабря 1956 года исполнял должность начальника кафедры истребительной авиации и ВВС Военной командной академии ПВО. С марта 1960 года был начальником кафедры оперативного искусства и тактики Войск ПВО страны этой академии.
9 сентября 1968 года генерал-майор авиации Карягин уволен в отставку по болезни.
Проживал в городе Калинин.
Умер 12 октября 1971 года, похоронен на кладбище «Большие Перемерки» в Калинине, ныне Тверь.

## Награды
- три ордена Красного Знамени (14.11.1943[6], 30.10.1944[7], 19.11.1951[8])
- два ордена Суворова II степени (06.04.1945[9], 29.05.1945[10])
- орден Александра Невского (30.03.1944)[11]
- орден Отечественной войны I степени (13.05.1944)[12]
- орден Красной Звезды (05.11.1946)[8]

медали в том числе:
- - "Медаль «За боевые заслуги» (03.11.1944)[8]
  - «За оборону Кавказа»
  - За победу над Германией в Великой Отечественной войне 1941—1945 гг.
  - За взятие Берлина
  - За освобождение Варшавы

Приказы (благодарности) Верховного Главнокомандующего в которых отмечен А. А. Карягин.
- За овладение городом и железнодорожной станцией Мелитополь — важнейшим стратегическим узлом обороны немцев на южном направлении, запирающим подступы к Крыму и нижнему течению Днепра. 23 октября 1943 года. № 34.
- За овладение столицей Крыма городом Симферополь — основным опорным пунктом обороны противника, прикрывающим пути к портам южного побережья Крымского полуострова. 13 апреля 1944 года № 108.
- За овладение городами и крупными узлами коммуникаций Сохачев, Скерневице и Лович — важными опорными пунктами обороны немцев. 18 января 1945 года. № 228.
- За овладение крупнейшим промышленным центром Польши городом Лодзь и городами Кутно, Томашув (Томашов), Гостынин и Ленчица — важными узлами коммуникаций и опорными пунктами обороны немцев. 19 января 1945 года. № 233.
- За овладение городом Быдгощ (Бромберг) — важным узлом железных и шоссейных дорог и мощным опорным пунктом обороны немцев у нижнего течения Вислы. 23 января 1945 года. № 245.
- За овладение городами Штаргард, Наугард, Польцин — важными узлами коммуникаций и мощными опорными пунктами обороны немцев на штеттинском направлении. 5 марта 1945 года. № 290.
- За овладение городом Альтдамм и ликвидацию сильно укрепленного плацдарма немцев на правом берегу реки Одер восточнее Штеттина. 20 марта 1945 года. № 304.